# Simone Bastoni
Simone Bastoni (La Spezia, 5 novembre 1996) è un calciatore italiano, difensore o centrocampista del Cesena.

## Caratteristiche tecniche
Centrocampista abile tecnicamente, forte fisicamente e dal potente tiro di sinistro, è bravo negli inserimenti offensivi e nei movimenti senza palla; l'allenatore Vincenzo Italiano lo ha schierato come terzino sinistro.

## Carriera

### Club

#### Inizi e anni in prestito
Cresciuto nel settore giovanile dello Spezia, nel corso della stagione 2014-2015 colleziona le prime convocazioni in prima squadra senza tuttavia esordire.
Nell'estate del 2015 passa in prestito alla Robur Siena, debuttando così tra i professionisti in Lega Pro. Con i toscani realizza la sua prima rete tra i professionisti il 6 settembre 2015 contro la Carrarese.
La stagione seguente è ancora in prestito in Lega Pro, dove gioca con la maglia della Carrarese.
Un nuovo prestito lo porta, nell'esate del 2017, a vestire la maglia del Trapani. Con la maglia granata partecipa anche ai play-off per la promozione in Serie B, senza tuttavia riuscire ad ottenere la promozione.
Nella prima parte di stagione 2018-2019 rimane tra le file dello Spezia, con cui esordisce in Serie B il 27 ottobre nella sfida contro il Padova. Non riuscendo a trovare molto spazio tra le file dei liguri, il 31 gennaio del 2019 è ceduto in prestito al Novara, in Serie C, con cui partecipa nuovamente ai play-off a fine stagione.

#### Spezia
La stagione 2019-2020 lo vede impegnato con la maglia dello Spezia nel nuovo ruolo di terzino sinistro, esordendo in stagione il 18 agosto nell'incontro di Coppa Italia contro il Sassuolo. Con i liguri scende in campo altre nove volte partecipando alla prima storica promozione in Serie A del club. Rimasto nel club anche per la stagione successiva, esordisce alla quarta giornata di Serie A, il 19 ottobre 2020, giocando da titolare la sfida pareggiata 2-2 contro la Fiorentina. Il 13 febbraio 2021 trova il suo primo gol in massima serie nel successo interno per 2-0 contro il Milan. Chiude la sua prima stagione in serie A con 22 presenze condite da un gol e 8 assist, rivelandosi una delle sorprese della squadra ligure.
Scende per la prima volta in campo nella stagione 2021-2022 alla prima giornata di campionato, venendo schierato titolare come mezz'ala dal nuovo tecnico Thiago Motta. Proprio durante la partita d'esordio stagionale contro il Cagliari mette a segno il suo secondo gol in massima serie. Anche in questa stagione risulta essere uno dei più impiegati e, schierato stabilmente come mezz'ala sinistra, scende in campo 32 volte, mettendo a segno 3 gol e 4 assist.

#### Empoli
Il 1º settembre 2023, Bastoni viene ceduto in prestito con diritto di riscatto all'Empoli, in Serie A, fino al termine della stagione. Segna il suo primo gol con i toscani il 24 febbraio 2024, nella vittoria per 2-3 sul campo del Sassuolo.

#### Cesena
Il 26 luglio 2024 passa a titolo definitivo al Cesena, neopromosso in Serie B. Segna la sua prima rete con i romagnoli il 13 settembre, nel pareggio per 2-2 contro il Modena.

### Nazionale
Ha giocato con le nazionali Under-18 ed Under-19.

## Statistiche

### Presenze e reti nei club
Statistiche aggiornate al 17 maggio 2025.
| Stagione        | Squadra         | Campionato      | Campionato | Campionato | Coppe nazionali | Coppe nazionali | Coppe nazionali | Coppe continentali | Coppe continentali | Coppe continentali | Altre coppe | Altre coppe | Altre coppe | Totale | Totale |
| Stagione        | Squadra         | Comp            | Pres       | Reti       | Comp            | Pres            | Reti            | Comp               | Pres               | Reti               | Comp        | Pres        | Reti        | Pres   | Reti   |
| --------------- | --------------- | --------------- | ---------- | ---------- | --------------- | --------------- | --------------- | ------------------ | ------------------ | ------------------ | ----------- | ----------- | ----------- | ------ | ------ |
| 2014-2015       | Spezia          | B               | 0          | 0          | CI              | 0               | 0               | -                  | -                  | -                  | -           | -           | -           | 0      | 0      |
| 2015-2016       | Siena           | LP              | 19         | 3          | CI-LP           | 4               | 0               | -                  | -                  | -                  | -           | -           | -           | 23     | 3      |
| 2016-2017       | Carrarese       | LP              | 30+2       | 3          | CI+CI-LP        | 0+2             | 0               | -                  | -                  | -                  | -           | -           | -           | 34     | 3      |
| 2017-2018       | Trapani         | C               | 25+2       | 1          | CI+CI-C         | 0+1             | 0               | -                  | -                  | -                  | -           | -           | -           | 28     | 1      |
| 2018-gen. 2019  | Spezia          | B               | 3          | 0          | CI              | 1               | 0               | -                  | -                  | -                  | -           | -           | -           | 4      | 0      |
| gen.-giu. 2019  | Novara          | C               | 14+2       | 0          | CI+CI-C         | -               | -               | -                  | -                  | -                  | -           | -           | -           | 16     | 0      |
| 2019-2020       | Spezia          | B               | 9          | 0          | CI              | 1               | 0               | -                  | -                  | -                  | -           | -           | -           | 10     | 0      |
| 2020-2021       | Spezia          | A               | 22         | 1          | CI              | 1               | 0               | -                  | -                  | -                  | -           | -           | -           | 23     | 1      |
| 2021-2022       | Spezia          | A               | 31         | 3          | CI              | 1               | 0               | -                  | -                  | -                  | -           | -           | -           | 32     | 3      |
| 2022-2023       | Spezia          | A               | 19         | 2          | CI              | 1               | 0               | -                  | -                  | -                  | -           | -           | -           | 20     | 2      |
| ago. 2023       | Spezia          | B               | 2          | 0          | CI              | 1               | 0               | -                  | -                  | -                  | -           | -           | -           | 3      | 0      |
| Totale Spezia   | Totale Spezia   | Totale Spezia   | 86         | 6          |                 | 6               | 0               |                    | -                  | -                  |             | -           | -           | 92     | 6      |
| 2023-2024       | Empoli          | A               | 16         | 1          | CI              | 0               | 0               | -                  | -                  | -                  | -           | -           | -           | 16     | 1      |
| 2024-2025       | Cesena          | B               | 36+1       | 4          | CI              | 3               | 0               | -                  | -                  | -                  | -           | -           | -           | 40     | 4      |
| 2025-2026       | Cesena          | B               | 0          | 0          | CI              | 1               | 0               | -                  | -                  | -                  | -           | -           | -           | 1      | 0      |
| Totale Cesena   | Totale Cesena   | Totale Cesena   | 37         | 4          |                 | 4               | 0               |                    | -                  | -                  |             | -           | -           | 41     | 4      |
| Totale carriera | Totale carriera | Totale carriera | 233        | 18         |                 | 17              | 0               |                    | -                  | -                  |             | -           | -           | 250    | 18     |